# Odontorrhynchus erosus
Odontorrhynchus erosus är en orkidéart som beskrevs av Dariusz Lucjan Szlachetko. Odontorrhynchus erosus ingår i släktet Odontorrhynchus och familjen orkidéer. Inga underarter finns listade i Catalogue of Life.